# Kranji Do
Kranji Do (en serbe cyrillique : Крањи До) est un village du sud du Monténégro, dans la municipalité de Cetinje.

## Démographie

### Évolution historique de la population
| 1948 | 1953 | 1961 | 1971 | 1981 | 1991 | 2003 |
| ---- | ---- | ---- | ---- | ---- | ---- | ---- |
| 85   | 94   | 79   | 88   | 54   | 34   | 30   |